# Lime (transportbedrijf)
Neutron Holdings, Inc., opererend onder de naam Lime, voor 2018 LimeBike, is een transportverhuurbedrijf uit de Verenigde Staten sinds 2017. Het baat verhuursystemen uit van fietsen, elektrische steps en auto's in verschillende steden wereldwijd. De vervoermiddelen hebben geen vaste stations, en worden verhuurd via een app. In 2020, toen de coronacrisis op z'n hoogtepunt was en vele deelvervoeraanbieders het moeilijk hadden, verkocht Uber zijn deelfietsonderdeel JUMP aan Lime.

## België
Lime verhuurt in Brussel, Luik, Antwerpen en Namen elektrische steps. De steps worden 's nachts opgehaald en opgeladen, en 's morgens weer verspreid over de stad.

## Nederland
In 2019 introduceerde Uber zijn JUMP elektrische fietsen in Rotterdam. In 2020 werd Uber Jump overgenomen door Lime.